# Википедија на украјинском језику
Википедија на украјинском језику (укр. Українська Вікіпедія) је верзија Википедије на украјинском језику, слободне енциклопедије, која данас има 1.378.483 чланака и заузима на листи Википедија 14. место.